# Nightbird
| Совокупная оценка | Совокупная оценка |
| Источник          | Оценка            |
| ----------------- | ----------------- |
| Metacritic        | 53/100            |
| Оценки критиков   |                   |
| Источник          | Оценка            |
| Allmusic          | [ 2 ]             |
| Entertainment.ie  | [ 3 ]             |

Nightbird (в переводе с англ. — «Ночная пташка») — одиннадцатый студийный альбом британского электронного дуэта Erasure. Вышел 24 января 2005 года на лейбле Mute.

## Об альбоме
Nightbird получил прохладные отзывы критиков и снискал не самый большой коммерческий успех, достигнув в британском альбомном чарте лишь 27-й позиции. Однако, несмотря на не самые высокие оценки критиков, давними поклонниками дуэта альбом был воспринят как возвращение Erasure к звучанию таких классических альбомов, как Wonderland и Chorus. Сообщение вокалиста Энди Белла о том, что он заражён ВИЧ, имевшее место в конце 2004 года, придало новое понимание меланхоличным и самосозерцательным текстам песен с альбома.
Первый сингл, «Breathe», предваривший выход альбома, вошёл в британский песенный чарт под номером 4 и тем самым повторил успех сингла 1994 года «Always» из шестого студийного альбома I Say I Say I Say. Несмотря на то, что ни одна песня из Nightbird не попала в Billboard Hot 100, им удалось войти в другие чарты Billboard — «Breathe» и «All This Time Still Falling Out of Love» занимали 1-е и 4-е места чарта Hot 100 Singles Sales, «Breathe» была лидером Hot Dance Music/Club Play — впервые со времён «Victim of Love», вышедшей в 1987 году, второе место того же чарта занимала «Don’t Say You Love Me».
Выход альбома сопровождал обширный гастрольный тур по Европе, Великобритании и Северной Америке. Тур, получивший название The Erasure Show, запомнился экстравагантными сценическими образами и костюмами. Тур завершился в июне 2005 года.
Автор дизайна обложки альбома и синглов — британский художник Роб Райан.
Nightbird — это первый альбом Erasure, который не имел оригинального издания на виниле. Ни один сингл из этого альбома также не имел коммерческого винилового издания (выпускались только промосинглы «Breathe» и «Don’t Say You Love Me» в 12" формате). Альбом был выпущен на виниловой пластинке лишь в 2016 году — к 30-летию дуэта.

## Список композиций
Слова и музыка всех песен — написаны Энди Беллом и Винсом Кларком.
| №   | Название                                  | Длительность |
| --- | ----------------------------------------- | ------------ |
| 1.  | «No Doubt»                                | 4:01         |
| 2.  | «Here I Go Impossible Again»              | 3:43         |
| 3.  | «Let’s Take One More Rocket to the Moon»  | 4:48         |
| 4.  | «Breathe»                                 | 3:51         |
| 5.  | «I’ll Be There»                           | 3:23         |
| 6.  | «Because Our Love Is Real»                | 3:42         |
| 7.  | «Don’t Say You Love Me»                   | 4:03         |
| 8.  | «All This Time Still Falling Out of Love» | 4:18         |
| 9.  | «I Broke It All in Two»                   | 3:42         |
| 10. | «Sweet Surrender»                         | 4:01         |
| 11. | «I Bet You’re Mad at Me»                  | 4:04         |

## Чарты
| Чарт (2005)                                 | Позиция |
| ------------------------------------------- | ------- |
| Danish Albums Chart                         | 25      |
| German Albums Chart                         | 22      |
| Swedish Albums Chart                        | 34      |
| UK Albums Chart                             | 27      |
| U.S. Billboard 200                          | 154     |
| U.S. Billboard Top Electronic Albums Chart  | 2       |
| U.S. Billboard Top Independent Albums Chart | 7       |